# فراری اف۵۰
فراری اف۵۰ (به انگلیسی: Ferrari F50) (نوع F130) یک خودروی اسپورت موتور وسط است که توسط خودروساز ایتالیایی فراری از سال ۱۹۹۵ تا ۱۹۹۷ تولید شد. این خودرو که در سال ۱۹۹۵ معرفی شد، یک تارگای دو در و دو صندلی است. این خودرو دارای موتور ۶۰ سوپاپ وی۱۲ تیپو F130B 4.7 لیتری تنفس طبیعی است که از موتور ۳٫۵ لیتری وی۱۲ استفاده شده در فراری ۶۴۱ فرمول یک در سال ۱۹۹۰ ساخته شده‌است. طراحی این خودرو تکامل یافته خودروی مفهومی فراری میتوس ۱۹۸۹ است.
در مجموع ۳۴۹ خودرو ساخته شد که آخرین خودرو در ژوئیه ۱۹۹۷ از خط تولید خارج شد. موتور اف۵۰ پیش از این ماشین بود. این خودرو در فراری ۳۳۳ اس‌پی برای مسابقات قهرمانی IMSA GT آمریکا در سال ۱۹۹۴ مورد استفاده قرار گرفت و به آن اجازه داد واجد شرایط برای موتورهای سهامی رده جهانی خودروهای اسپرت شود.